# The League of Gentlemen (Robert Fripp)
The League of Gentlemen, pubblicato nel 1981, è l'unico album in studio dell'omonimo gruppo fondato nel 1980 dal musicista inglese Robert Fripp.

## Storia
A questo progetto, nato principalmente per concerti dal vivo, Fripp diede lo stesso nome di una band con cui suonava a Bournemouth nei primi anni sessanta, molto prima cioè di fondare i King Crimson. Stando alle note di copertina dell'album, curate dal chitarrista stesso, The League of Gentlemen incominciò le prove a Wimborne nel Dorset il 19 marzo 1980 e in quello stesso anno svolse in tutto 77 concerti, suddivisi in tre fasi: la prima, da aprile a luglio, interessò Europa, Stati Uniti e Canada; le altre due, rispettivamente a settembre e a novembre, il solo Regno Unito.
Sul disco – che la band registrò a Parkstone nel Dorset, per buona parte dopo le date di novembre – oltre a Fripp suonano Barry Andrews, organista e cofondatore degli XTC, Sara Lee al basso e Kevin Wilkinson alla batteria, fatta eccezione per due brani incisi in precedenza con il batterista Jonny Toobad. Quest'ultimo aveva suonato anche in tutte le tournée anzidette, cedendo il posto a Wilkinson solo nelle ultime cinque date a novembre; secondo quanto riportato da Fripp in anni seguenti, tale sostituzione fu dovuta alla dipendenza di Toobad dall'eroina, che aveva rischiato di compromettere sia la musica che la tabella di marcia del gruppo.
Il progetto The League of Gentlemen terminò di fatto con la registrazione di quest'album, poi uscito nel febbraio del 1981. Due mesi dopo la pubblicazione – precisamente il 30 aprile – presso il Moles di Bath debuttò dal vivo un quartetto formato da Fripp, Adrian Belew, Bill Bruford e Tony Levin, che si presentarono come Discipline ma poche settimane dopo sarebbero ufficialmente diventati una nuova incarnazione dei King Crimson (1981-1984).

## Contenuto
Ospite dell'album è la musicista inglese Danielle Dax, all'epoca fiatista e tastierista nel gruppo punk dei Lemon Kittens, la quale improvvisa un recitato sul brano Minor Man ed è anche autrice del disegno di copertina. Il disco, che per il resto è interamente strumentale, contiene fra l'altro tre tracce dal titolo: Indiscreet I, II e III, poste rispettivamente in apertura, a metà e in chiusura e costituite da registrazioni ambientali di varia origine – per lo più frammenti parlati – raccolte e montate da Fripp stesso; tra esse, brevi estratti da conferenze di John G. Bennett, fondatore della International Academy for Continuous Education (IACE) con sede a Sherborne nel Gloucestershire, dove il chitarrista si era ritirato nel 1975-76, dopo aver sciolto i King Crimson per la prima volta. Analoghi parlati sono anche sovraincisi alla musica di tre brani del lato B.

## Pubblicazione
Il disco, come detto, fu pubblicato a febbraio del 1981 e da allora non è stato mai più ristampato; sette tracce su quattordici riapparvero tuttavia sull'album God Save the King (1985) – sorta di rivisitazione abbreviata con copertina e note quasi identiche – abbinate al remix di due brani tratti dall'album Under Heavy Manners (1980). Nelle note disco del 1985, Fripp spiegò come le sette tracce in questione fossero le uniche effettivamente registrate dalla band al completo, mentre le altre (Indiscreet I-II-III, Minor Man, Pareto Optimum I-II e Ochre) erano riempitivi che egli realizzò quasi interamente da solo (con la partecipazione di Dax e Wilkinson su Minor Man) poiché il cambio di batterista dell'ultimo momento aveva di fatto impedito al quartetto di preparare e incidere materiale sufficiente per un intero album.

## Tracce
Musica di The League of Gentlemen, eccetto dove indicato.
Lato A
1. Indiscreet I (parlato) – 1:37 (Robert Fripp)
2. Inductive Resonance (strumentale) – 4:35
3. Minor Man (feat. Danielle Dax) – 3:45 (testo: Dax)
4. Heptaparaparshinokh (strumentale) – 2:03
5. Dislocated (strumentale) – 4:35
6. Pareto Optimum I (strumentale) – 2:07 (Fripp)
7. Eye Needles (strumentale) – 3:12
8. Indiscreet II (parlato) – 2:35 (Fripp)

Lato B
1. Pareto Optimum II (strumentale) – 1:27 (Fripp)
2. Cognitive Dissonance (strumentale) – 3:38
3. H.G. Wells (strumentale) – 3:25
4. Trap (strumentale) – 4:45
5. Ochre (strumentale) – 3:07 (Fripp)
6. Indiscreet III (parlato) – 1:26 (Fripp)

## Formazione
Gruppo
- Robert Fripp – chitarra elettrica, chitarra sintetizzatore, nastri
- Barry Andrews – organo elettronico (tracce: A2, A4, A5, A7, B2-4)
- Sara Lee – basso elettrico (tracce: A2, A4, A5, A7, B2-4)
- Kevin Wilkinson – batteria (tracce: A2, A3, A7, B2-4)
- Jonny Toobad – batteria (tracce: A4, A5)

Ospiti
- Danielle Dax – voce recitante («Hamsprachtmusic») (traccia: A3)